# Exabyte
En exabyte er 1018 byte = 1 000 000 000 000  000 000 byte. Forkortes EB.
Exa-præfikset betyder 1018, men har i computermæssig sammenhæng betydet 260. Exbi er et nyt præfiks, som betyder 260. IEC anbefaler at bruge betegnelse Exbibyte, når der beskrives datamængder, som er et multiplum af 260 byte.

## Exabyte eksempler
- 5 EB: Alle ord udtalt af mennesker igennem hele historien, hvis nedskrevet og gemt i tekstformat.
- 246 EB: den samlede digitale lagerkapacitet i 2006
- 1 Million EB: den samlede digitale lagerkapacitet i 2014[1]